# Casa Prat (Vic)
La Casa Prat és un habitatge d'estil barroc a la ciutat de Vic (Osona) protegit com a Bé Cultural d'Interès Local.

## Descripció
Casa senyorial de planta poligonal, amb la façana nord seguint el traçat itinerant del carrer vers el portal de muralla de Santa Eulàlia i la façana sud sobre un pany d'aquesta. L'edifici consta de planta baixa, primer pis i golfes. És cobert a dues vessants amb el carener orientat d'est a oest. La façana nord guarda un cert eix de composició vertical amb un ampli portal de pedra amb arc escarser i motllurat. Al primer pis s'obre un balcó amb llosana de pedra damunt el portal i petites obertures a les golfes. Al mateix edifici hi ha altres obertures de tipologia diversa. Cal remarcar les cotxeres amb amplis arcs de pedra i barana de forja. La façana sud, adossada a la muralla, presenta un eix de composició descentrat, amb diverses obertures a la planta que donen pas a una petita sortida sobre el terraplè de la muralla. També s'hi obren diversos balcons amb llosanes de pedra motllurades al primers pis, i balconets i petites obertures a les golfes. Cal remarcar un escut nobiliari centrat a sobre del balcó principal. Els angles de l'edifici i totes les obertures presenten carreus de pedra.

## Història
La casa Prat, situada a l'interior de l'antiga muralla, és un exemple de la transformació de la ciutat medieval en ciutat barroca. Al segle xvii es va obrir el cinyell de les muralles i es va urbanitzar el circuit de les rambles. El 1694 havien quedat en desús les muralles, els corredors interiors que les aïllava i els terrenys van passar a ésser propietat particular on es construïren les cases Parrella i Prat bastint els jardins en el pas de muralla. El 1775 va desaparèixer el portal de Santa Eulàlia, del qual només en quedà una part de la torre poligonal que encara avui es conserva. Les reformes urbanes d'aquesta època, són obra de la família Morató, que van contribuir a donar fesomia barroca a la ciutat. La casa Prat és obra dels germans Morató i els seus salons estan decorats per Marià Colomer.